# جون هاين
جون هاين (بالإنجليزية: John Hein)‏ هو مصارع هاوي أمريكي، ولد في 27 يناير 1886 في نيويورك في الولايات المتحدة، وتوفي بنفس المكان في 29 أغسطس 1963.

## وصلات خارجية
- جون هاين على موقع أوليمبيديا (الإنجليزية)